# Sam Spiegel
Sam Spiegel (Jarosław, 11 novembre 1901 – Saint-Martin, 31 dicembre 1985) è stato un produttore cinematografico austro-ungarico naturalizzato statunitense.

## Biografia
Nato nell'Impero austro-ungarico in una città che in seguito fu della Polonia, studiò all'Università di Vienna e si sposò due volte, dapprima con Lynn Baggett (matrimonio terminato in divorzio) e poi con Rachel Agranovich (morta nel 1920).
Ebbe una figlia, Betty Spiegel. Firmava alcune delle sue produzioni con il nome di S.P. Eagle. Fra le sue produzioni Lawrence d'Arabia e Il ponte sul fiume Kwai. Inoltre ricevette 3 premi Oscar come miglior film per Lawrence d'Arabia, Fronte del porto e Il ponte sul fiume Kwai.

## Filmografia

### Produttore
- Quando due litigano (1932)
- Mariage à responsabilité limitée (1933)
- Les requins du pétrole (1933)
- Unsichtbare Gegner  (1933)
- Carambola d'amore (1935)
- Destino (1942)
- Lo straniero (1946)
- Stanotte sorgerà il sole (1949)
- Quando sarò grande (1951)
- Sciacalli nell'ombra (1951)
- La regina d'Africa (1951)
- Sulle ali del sogno (1953)
- Fronte del porto (1954)
- Un uomo sbagliato (1957)
- Il ponte sul fiume Kwai (1957)
- Improvvisamente, l'estate scorsa (1959)
- Lawrence d'Arabia (1962)
- La caccia (1966)
- La notte dei generali (1967)
- Cominciò per gioco (1967)
- Nicola e Alessandra (1971)
- Gli ultimi fuochi (1976)
- Tradimenti (1983)

## Riconoscimenti
- David di Donatello per il miglior produttore straniero, 1958
- Premio alla memoria Irving G. Thalberg, 1964